# Agence catalane du patrimoine culturel
L'Agence catalane du patrimoine culturel (ACPC) (en catalan Agència Catalana de Patrimoni Cultural) est une agence de la Généralité de Catalogne fondée en 2011, mais opérationnelle depuis 2013, qui a pour objectif de gérer et d'améliorer la qualité des interventions sur le patrimoine culturel de la Catalogne.
Elle est issue d'un projet lancé par le conseiller catalan à la Culture Ferran Mascarell, qui, se basant sur le modèle de l'English Heritage, a créé une agence chargée de la gestion de tous les monuments appartenant au gouvernement de la Catalogne, en combinant la propriété publique et la participation du secteur privé et du tissu associatif catalan. L'Agence est un organisme public doté d'une  personnalité juridique dont le budget annuel est de 70 millions d'euros. Elle est régie par la loi 7/2011 du 27 juillet 2011 sur les mesures fiscales et financières. Sa création a été définitivement approuvée le 21 décembre 2011, mais ses statuts n'ont été approuvés jusqu'en juillet 2013.